# Gothersgade (Fredericia)
Gothersgade er en gade i Fredericia. Gaden er ca. 750 meter lang, hvoraf de 320 meter er gågade.
Gothersgade har været en del af planlægningen for den nye by allerede i 1650 og har i langt størstedelen af byens historie, været en af de vigtigste gader i byen. I 1973 indviedes her byens første gågade, da strækningen mellem Danmarksgade og Jyllandsgade blev lukket for kørende trafik. Sidenhen er gågadeforløbet ændret og belægningen fornyet senest i 2010.